# سامسونج جالكسي جراند 2
سامسونج جالكسي جراند 2 (بالإنجليزية:  Samsung Galaxy Grand 2)‏ هو هاتف ذكي من إلكترونيات سامسونج ضمن سلسلة سامسونج جالاكسي يعمل بنظام أندرويد، تم طرحه في الأسواق في 2013.

## الخصائص
- نظام التشغيل: أندرويد 4.4.2
- الكاميرا الأمامية: 1.9 ميجابكسل
- الكاميرا الخلفية: 8 ميجابكسل
- الشاشة: إل سي دي
- الوزن: 162 غ (5.7 أونصة)
- المعالج: 1.2 جيجا هرتز رباعي النواة
- الذاكرة: 1.5 جيجابايت
- التخزين: 8 جيجابايت
- قياس الشاشة: 5.25 إنش